# Гутаперчови дървета
Гутаперчовите дървета (Palaquium) са род тропически дървета, растящи в Югоизточна Азия и Северна Австралия, от Тайван на юг до Малайския полуостров, и на изток до Соломоновите острови. Най-известният вид от рода е гутаперчовото дърво (Palaquium gutta), чийто изсушен млечен сок първоначално е осигурявал важната гутаперчова суровина, но тя се получава и от други видове гутаперчови дървета, както и от различни растения от семейство Sapotaceae.
Тези дървета са източник на сок, от който след изсушаване се получава твърд, естествено биологично инертен, еластичен, електрически непроводим, термопластичен латекс, наричан гутаперча. Химически тя е политерпен, полимер на изопрена, или полиизопрен, който образува подобен на гума еластомер. Идентичен е по химичен състав на естествения каучук.
Думата „гутаперча“ произлиза от названието на растението на малайски език getah perca: getah се превежда като „смола“, „латекс“, а pertja, percha е старото име на о. Суматра.
Дърветата са високи от 5 до 30 m, и имат до 1 m диаметър на ствола при основата. Листата на растението са вечнозелени, спирално разположени, прости, цели, дълги от 8 до 25 cm, зелени и лъскави отгоре, често жълто или синьозеленикави отдолу.

## Видове
Съществуват повече от 120 вида от този род. Ето някои от тях:
- Palaquium amboinense
- Palaquium barnesii
- Palaquium bataanense
- Palaquium beccarianum
- Palaquium borneense
- Palaquium burckii
- Palaquium clarkeanum
- Palaquium cochleariifolium
- Palaquium dasyphyllum
- Palaquium ellipticum
- Palaquium formosanum
- Palaquium galactoxylum
- Palaquium gutta
- Palaquium herveyi
- Palaquium hexandrum
- Palaquium hispidum
- Palaquium hornei
- Palaquium impressinervium
- Palaquium kinabaluense
- Palaquium lanceolatum
- Palaquium leiocarpum
- Palaquium lobbianum
- Palaquium luzoniense
- Palaquium macrocarpum
- Palaquium maingayi
- Palaquium merrillii
- Palaquium microphyllum
- Palaquium obovatum
- Palaquium obtusifolium
- Palaquium ottolanderi
- Palaquium philippense
- Palaquium pseudocuneatum
- Palaquium pseudorostratum
- Palaquium quercifolium
- Palaquium regina-montium
- Palaquium ridleyi
- Palaquium rioense
- Palaquium rostratum
- Palaquium semaram
- Palaquium stellatum
- Palaquium sukoei
- Palaquium sumatranum
- Palaquium tenuipetiolatum
- Palaquium walsurifolium
- Palaquium xanthochymum